# Liga Profissional de Hóquei sobre a grama Feminino de 2019
A Liga Profissional de Hóquei sobre a grama Feminino de 2019 (em inglês: Women's Hockey Pro League 2019 - WHPL 2019) foi a primeira edição desta competição, sendo administrada e promovida pela Federação Internacional de Hóquei (FIH). Sua criação se deu para substituir o Champions Trophy.
O torneio serviu como um dos classificatórios para os Jogos Olímpicos de 2020, a serem celebrados em Tóquio, capital do Japão. As quatro primeiras colocadas disputarão o qualificatório olímpico, a ser realizado no segundo semestre de 2019.
A seleção dos Países Baixos sagrou-se campeã desta edição inaugural da competição.

## Regulamento e participantes
A competição foi disputada em duas fases. A primeira delas em caráter qualificatório, no sistema de pontos corridos com ida e volta entre todos os participantes. As quatro primeiras colocadas avançaram para a sequência da competição batizada de Grand Final, sediada na cidade de Amstelveen, nos Países Baixos, no qual o sistema de cruzamento olímpico (até a decisão) definiu a equipe campeã.
Foram nove os países participantes desta edição inaugural, sendo eles a Alemanha, Argentina, Austrália, Bélgica, China, Estados Unidos, Nova Zelândia, Reino Unido e Países Baixos.

### Controvérsia
Considerando ter melhores chances de qualificar-se para a Olimpíada por meio da Liga Mundial, além de presumir falta de clareza da FIH sobre a escolha das nações participantes, a Hockey India (entidade que administra o esporte em solo indiano) declinou quanto à participação de seu selecionado para esta edição inaugural da HPL.
A FIH convocou a Bélgica para disputar a competição, no lugar da Índia.

## Jogos
Seguem-se, abaixo, as partidas desta competição.

### Primeira fase
| 26 de Janeiro |           |     |         |         |  |  |
|               | Argentina | 2-0 | Bélgica | Reporte |  |  |

| 27 de Janeiro |               |     |               |         |  |  |
|               | Nova Zelândia | 0-1 | Países Baixos | Reporte |  |  |

| 1 de Fevereiro |               |     |         |         |  |  |
|                | Nova Zelândia | 0-1 | Bélgica | Reporte |  |  |

| 2 de Fevereiro |           |               |                |         |  |  |
|                | Argentina | 2-2 (pn: 3-1) | Estados Unidos | Reporte |  |  |

| 2 de Fevereiro |           |     |               |         |  |  |
|                | Austrália | 1-0 | Países Baixos | Reporte |  |  |

| 3 de Fevereiro |           |     |         |         |  |  |
|                | Austrália | 1-2 | Bélgica | Reporte |  |  |

| 8 de Fevereiro |               |     |             |         |  |  |
|                | Nova Zelândia | 5-1 | Reino Unido | Reporte |  |  |

| 9 de Fevereiro |           |     |       |         |  |  |
|                | Austrália | 4-3 | China | Reporte |  |  |

| 10 de Fevereiro |           |               |          |         |  |  |
|                 | Austrália | 2-2 (pn: 3-1) | Alemanha | Reporte |  |  |

| 15 de Fevereiro |               |     |          |         |  |  |
|                 | Nova Zelândia | 1-3 | Alemanha | Reporte |  |  |

| 16 de Fevereiro |           |     |             |         |  |  |
|                 | Austrália | 3-0 | Reino Unido | Reporte |  |  |

| 16 de Fevereiro |                |     |               |         |  |  |
|                 | Estados Unidos | 0-5 | Países Baixos | Reporte |  |  |

| 17 de Fevereiro |               |     |       |         |  |  |
|                 | Nova Zelândia | 2-0 | China | Reporte |  |  |

| 22 de Fevereiro |           |               |          |         |  |  |
|                 | Argentina | 2-2 (pn: 4-3) | Alemanha | Reporte |  |  |

| 23 de Fevereiro |       |               |             |         |  |  |
|                 | China | 2-2 (pn: 2-3) | Reino Unido | Reporte |  |  |

| 24 de Fevereiro |           |     |               |         |  |  |
|                 | Argentina | 1-2 | Países Baixos | Reporte |  |  |

| 2 de Março |           |     |                |         |  |  |
|            | Austrália | 2-1 | Estados Unidos | Reporte |  |  |

| 3 de Março |       |     |               |         |  |  |
|            | China | 1-2 | Países Baixos | Reporte |  |  |

| 6 de Março |       |     |          |         |  |  |
|            | China | 2-1 | Alemanha | Reporte |  |  |

| 8 de Março |               |     |                |         |  |  |
|            | Nova Zelândia | 3-1 | Estados Unidos | Reporte |  |  |

| 10 de Março |               |     |           |         |  |  |
|             | Nova Zelândia | 0-3 | Argentina | Reporte |  |  |

| 16 de Março |           |     |           |         |  |  |
|             | Austrália | 0-1 | Argentina | Reporte |  |  |

| 17 de Março |           |     |               |         |  |  |
|             | Austrália | 1-3 | Nova Zelândia | Reporte |  |  |

| 21 de Março |       |     |           |         |  |  |
|             | China | 0-1 | Argentina | Reporte |  |  |

| 22 de Março |       |     |               |         |  |  |
|             | China | 5-3 | Nova Zelândia | Reporte |  |  |

| 29 de Março |                |               |         |         |  |  |
|             | Estados Unidos | 1-1 (pn: 5-4) | Bélgica | Reporte |  |  |

| 31 de Março |           |     |       |         |  |  |
|             | Argentina | 1-0 | China | Reporte |  |  |

| 31 de Março |                |     |             |         |  |  |
|             | Estados Unidos | 1-3 | Reino Unido | Reporte |  |  |

| 6 de Abril |           |     |             |         |  |  |
|            | Argentina | 4-2 | Reino Unido | Reporte |  |  |

| 7 de Abril |         |     |       |         |  |  |
|            | Bélgica | 4-1 | China | Reporte |  |  |

| 10 de Abril |               |     |       |         |  |  |
|             | Países Baixos | 6-0 | China | Reporte |  |  |

| 10 de Abril |         |     |                |         |  |  |
|             | Bélgica | 2-1 | Estados Unidos | Reporte |  |  |

| 13 de Abril |           |     |               |         |  |  |
|             | Argentina | 3-1 | Nova Zelândia | Reporte |  |  |

| 14 de Abril |               |     |                |         |  |  |
|             | Países Baixos | 7-1 | Estados Unidos | Reporte |  |  |

| 24 de Abril |          |     |             |         |  |  |
|             | Alemanha | 2-0 | Reino Unido | Reporte |  |  |

| 25 de Abril |               |     |           |         |  |  |
|             | Nova Zelândia | 1-5 | Austrália | Reporte |  |  |

| 26 de Abril |          |     |               |         |  |  |
|             | Alemanha | 0-1 | Países Baixos | Reporte |  |  |

| 27 de Abril |             |               |                |         |  |  |
|             | Reino Unido | 1-1 (pn: 2-1) | Estados Unidos | Reporte |  |  |

| 28 de Abril |          |     |       |         |  |  |
|             | Alemanha | 4-1 | China | Reporte |  |  |

| 30 de Abril |          |     |                |         |  |  |
|             | Alemanha | 2-1 | Estados Unidos | Reporte |  |  |

| 3 de Maio |             |     |       |         |  |  |
|           | Reino Unido | 1-2 | China | Reporte |  |  |

| 4 de Maio |           |               |           |         |  |  |
|           | Argentina | 1-1 (pn: 3-1) | Austrália | Reporte |  |  |

| 10 de Maio |                |     |           |         |  |  |
|            | Estados Unidos | 0-4 | Austrália | Reporte |  |  |

| 12 de Maio |                |     |           |         |  |  |
|            | Estados Unidos | 0-4 | Argentina | Reporte |  |  |

| 18 de Maio |                |     |       |         |  |  |
|            | Estados Unidos | 3-1 | China | Reporte |  |  |

| 18 de Maio |             |               |           |         |  |  |
|            | Reino Unido | 1-1 (pn: 1-2) | Argentina | Reporte |  |  |

| 19 de Maio |             |     |         |         |  |  |
|            | Reino Unido | 2-0 | Bélgica | Reporte |  |  |

| 22 de Maio |          |     |           |         |  |  |
|            | Alemanha | 1-2 | Argentina | Reporte |  |  |

| 25 de Maio |       |               |         |         |  |  |
|            | China | 3-3 (pn: 4-5) | Bélgica | Reporte |  |  |

| 30 de Maio |         |     |             |         |  |  |
|            | Bélgica | 4-1 | Reino Unido | Reporte |  |  |

| 1 de Junho |               |     |             |         |  |  |
|            | Países Baixos | 2-0 | Reino Unido | Reporte |  |  |

| 1 de Junho |                |     |               |         |  |  |
|            | Estados Unidos | 0-3 | Nova Zelândia | Reporte |  |  |

| 2 de Junho |       |     |           |         |  |  |
|            | China | 2-3 | Austrália | Reporte |  |  |

| 2 de Junho |         |     |          |         |  |  |
|            | Bélgica | 0-4 | Alemanha | Reporte |  |  |

| 4 de Junho |               |     |          |         |  |  |
|            | Países Baixos | 2-1 | Alemanha | Reporte |  |  |

| 7 de Junho |             |     |          |         |  |  |
|            | Reino Unido | 3-4 | Alemanha | Reporte |  |  |

| 8 de Junho |         |     |               |         |  |  |
|            | Bélgica | 1-2 | Países Baixos | Reporte |  |  |

| 9 de Junho |          |     |               |         |  |  |
|            | Alemanha | 2-1 | Nova Zelândia | Reporte |  |  |

| 9 de Junho |               |     |         |         |  |  |
|            | Países Baixos | 2-0 | Bélgica | Reporte |  |  |

| 9 de Junho |             |     |           |         |  |  |
|            | Reino Unido | 2-4 | Austrália | Reporte |  |  |

| 12 de Junho |               |     |               |         |  |  |
|             | Países Baixos | 3-2 | Nova Zelândia | Reporte |  |  |

| 12 de Junho |          |     |         |         |  |  |
|             | Alemanha | 2-1 | Bélgica | Reporte |  |  |

| 15 de Junho |             |     |               |         |  |  |
|             | Reino Unido | 0-1 | Países Baixos | Reporte |  |  |

| 15 de Junho |       |     |                |         |  |  |
|             | China | 4-0 | Estados Unidos | Reporte |  |  |

| 16 de Junho |         |     |               |         |  |  |
|             | Bélgica | 0-3 | Nova Zelândia | Reporte |  |  |

| 16 de Junho |          |     |           |         |  |  |
|             | Alemanha | 1-3 | Austrália | Reporte |  |  |

| 19 de Junho |         |     |           |         |  |  |
|             | Bélgica | 1-0 | Austrália | Reporte |  |  |

| 20 de Junho |               |     |           |         |  |  |
|             | Países Baixos | 2-1 | Argentina | Reporte |  |  |

| 22 de Junho |                |     |          |         |  |  |
|             | Estados Unidos | 2-3 | Alemanha | Reporte |  |  |

| 23 de Junho |         |     |           |         |  |  |
|             | Bélgica | 1-2 | Argentina | Reporte |  |  |

| 23 de Junho |               |     |           |         |  |  |
|             | Países Baixos | 3-1 | Austrália | Reporte |  |  |

| 23 de Junho |             |     |               |         |  |  |
|             | Reino Unido | 3-1 | Nova Zelândia | Reporte |  |  |

#### Classificação - Primeira fase
| Col. | Equipe         | Pts | J  | V  | VP | DP | D  | GF | GC | Saldo |
| ---- | -------------- | --- | -- | -- | -- | -- | -- | -- | -- | ----- |
| 1º   | Países Baixos  | 45  | 16 | 15 | 0  | 0  | 1  | 41 | 10 | +31   |
| 2º   | Argentina      | 38  | 16 | 10 | 4  | 0  | 2  | 31 | 15 | +16   |
| 3º   | Austrália      | 30  | 16 | 9  | 1  | 1  | 5  | 35 | 23 | +12   |
| 4º   | Alemanha       | 29  | 16 | 9  | 0  | 2  | 5  | 34 | 24 | +10   |
| 5º   | Bélgica        | 21  | 16 | 6  | 1  | 1  | 8  | 21 | 27 | -6    |
| 6º   | Nova Zelândia  | 18  | 16 | 6  | 0  | 0  | 10 | 29 | 32 | -3    |
| 7º   | China          | 14  | 16 | 4  | 0  | 2  | 10 | 27 | 40 | -13   |
| 8º   | Reino Unido    | 14  | 16 | 3  | 2  | 1  | 10 | 22 | 37 | -15   |
| 9º   | Estados Unidos | 7   | 16 | 1  | 1  | 2  | 12 | 15 | 47 | -32   |

Atualização: 23 de junho de 2019.
Considerações gerais (de acordo com o Appendix da FIH Pro League):
- Siglas: Pts = pontos, J = jogos, V = vitórias (tempo normal), VP = vitórias (após penalidades), DP = derrotas (após penalidades), D = derrotas (tempo normal), GF = gols feitos, GC = gols contra (sofridos), Saldo = diferença de gols.
- Critérios de pontuação: vitória (tempo normal) = 3,  vitória (após penalidades) = 2, derrota (após penalidades) = 1, derrota (tempo normal) = 0.
- Critérios de desempate: 1º partidas vencidas, 2º diferença de gols, 3º gols feitos, 4º confronto direto, 5º gols marcados nas penalidades. O critério com porcentagem de pontos foi usado até a penúltima rodada da primeira fase, visando balancear as equipes participantes quanto às partidas disputadas pelas mesmas.

### Grand Final
Seguem-se abaixo as partidas da fase decisiva. O local das disputas foi o Wagener Stadium, na cidade de Amstelveen.
|  | Semi-finais   | Semi-finais |                |       | Final | Final |
|  |               |             |                |       |       |       |
|  | 27 de Junho   |             |                |       |       |       |
|  |               |             |                |       |       |       |
|  | Países Baixos | 2           |                |       |       |       |
|  | Países Baixos | 2           | 29 de Junho    |       |       |       |
|  | Alemanha      | 1           |                |       |       |       |
|  | Alemanha      | 1           | Países Baixos  | 2 (4) |       |       |
|  | 27 de Junho   |             | Países Baixos  | 2 (4) |       |       |
|  |               | Austrália   | 2 (3)          |       |       |       |
|  | Argentina     | Austrália   | 2 (3)          | 1 (3) |       |       |
|  | Argentina     |             |                | 1 (3) |       |       |
|  | Austrália     | 1 (4)       |                |       |       |       |
|  | Austrália     | 1 (4)       | Terceiro lugar |       |       |       |
|  |               |             |                |       |       |       |
|  | 29 de Junho   |             |                |       |       |       |
|  |               |             |                |       |       |       |
|  | Alemanha      | 1 (3)       |                |       |       |       |
|  | Alemanha      | 1 (3)       |                |       |       |       |
|  | Argentina     | 1 (1)       |                |       |       |       |

#### Semi-finais
| 27 de Junho |               |     |          |         |  |  |
| S1          | Países Baixos | 2-1 | Alemanha | Reporte |  |  |

| 27 de Junho |           |               |           |         |  |  |
| S2          | Argentina | 1-1 (pn: 3-4) | Austrália | Reporte |  |  |

#### Finais
| 29 de Junho |          |               |           |         |  |  |
| 3/4         | Alemanha | 1-1 (pn: 3-1) | Argentina | Reporte |  |  |

| 29 de Junho |               |               |           |         |  |  |
| 1/2         | Países Baixos | 2-2 (pn: 4-3) | Austrália | Reporte |  |  |

## Estatísticas

### Classificação final
| Posição | Equipe         |
| ------- | -------------- |
| 1       | Países Baixos  |
| 2       | Austrália      |
| 3       | Alemanha       |
| 4       | Argentina      |
| 5       | Bélgica        |
| 6       | Nova Zelândia  |
| 7       | China          |
| 8       | Reino Unido    |
| 9       | Estados Unidos |

### Goleadoras
Destacaram-se nesta competição:
- 15 gols:  Olivia Merry.
- 10 gols:  Frédérique Matla.
- 6 gols:  Charlotte Stapenhorst;  Savannah Fitzpatrick;  Caia van Maasakker;  Lily Owsley.

### Campeã
| Liga Profissional 2019 Hóquei sobre a grama feminino |
| ---------------------------------------------------- |
| Países Baixos (1º título)                            |